# Союз Т-13
Союз Т-13 е съветски пилотиран космически кораб, който извежда в Космоса четвъртата основна експедиция на орбиталната станция Салют-7.

## Екипажи

### При излитането

#### Основен
- Владимир Джанибеков (5) – командир
- Виктор Савиних (2) – бординженер

#### Дублиращ
- Леонид Попов – командир
- Александър Александров – бординженер

### При кацането
- Владимир Джанибеков – командир
- Георгий Гречко – бординженер

## Параметри на мисията
- Маса: 6850 кг
- Перигей: 198 km
- Апогей: 222 km
- Наклон на орбитата: 51,6°
- Период: 88,7 мин

## Програма
Четвърта основна експедиция на станцията Салют-7, с основна задача възстановяване на нейната работа след възникнали неизправности в електрическата ѝ система. По това време тя е необитаема.
От около 8 месеца станцията лети в автоматичн режим. След повреда в системата за ориентация на слънчевите батерии спрямо слънцето възниква недостиг на електроенергия, което води до отказ на почти всички системи на борда. Станцията става неуправляема, което може да доведе дори до нейното падане на Земята.
Решено е да се извърши спасителен полет до нея. Ксмическият кораб е преоборудван за тази цел: махнато е третото кресло за космонавта, монтиран е лазерен далекомер (предвид предстоящото ръчно скачване), заредено е повече гориво и вода, поставени са допълнителни регенератори за пречистване на въздуха (за увеличаване продължителността на автономния полет). За командир е назначен В. Джанибеков – един от най-опитните съветски космонавти, един от последните летяли на „Салют-7“, имащ опит за ръчно скачване в космоса и излизане в открития космос.
Скачването става успешно в ръчен режим след няколко маневри. При влизането в нея се установява, че станцията е почти замръзнала (температурата е малко над 0°). Установява се, че поради недостиг на електричество батериите са напълно разредени. На четвъртия ден екипажът успява да зареди част от батериите и да започне да възстановява работоспособността на станциятаКъм осмия ден са възстановени осветлението, регенерацията на въздуха, ориентацията на слънчевите панели, телеметричните предаватели, отоплението. Тогава става възможно да стартира към станцията кораба Прогрес 24 с допълнителни количества гориво, вода и с оборудване за замяна на излязлото от строя. На 21 юли към станцията се скачва и снабдителният кораб Космос 1669, който доставя още оборудване и новите скафандри за излизане в открития космос – „Орлан ДМ“. На 28 август той е откачен и скачен още веднъж за проверка изправността на скачващата система. Това е последният снабдителен кораб от тип „Прогрес“ към станцията „Салют-7“.
На 2 август космонавтите излизат в открития космос и монтират допълнителни слънчеви батерии и оборудване за провеждане на експерименти.

### Космически разходки
| № | Участници                          | Начало                  | Край                    | Продължителност    |
| - | ---------------------------------- | ----------------------- | ----------------------- | ------------------ |
| 1 | Виктор Савиних Владимир Джанибеков | 2 август 1985 07:15 UTC | 2 август 1985 12:13 UTC | 4 часа и 58 минути |

На 18 септември със станцията се скачва Союз Т-14, който доставя петата основна експедиция на станцията. Владимир Джанибеков се завръща на Земята с кораба „Союз Т-13“, заедно с Г. Гречко, а В. Савиних остава на станцията и се завъща със „Союз Т-14“.